# 男性乳癌
男性乳癌（男性乳房腫瘤）是一種相對罕見的男性癌症，此疾病源自於乳房。由於該疾病與女性乳癌之病變相似，因此該病的診斷與治療依靠的是女性乳癌患者所累積的經驗。最宜治療方式目前尚不明晰。

## 發病率
有大約1%的乳癌患者是男性，估計每年在美國診斷出有約2140起男性乳癌新病例，英國則有300起左右；美國每年也有大約450人死於男性乳癌。印度一項調查顯示，在1200名男性癌症患者中，有8人（0.7%）患有乳癌。男性乳癌的發病率逐漸增加，這將提高其他家庭成員罹患乳癌的可能性。若一名女性的兄弟患有乳癌，那麼自己得乳癌的風險比姐妹患有乳癌，相對高出大約30%。多個年齡層的男性都有可能發病，不過一般都是六七十歲出現腫瘤。已知風險因素包括輻射照射、接觸女性荷爾蒙（雌激素），以及遺傳因素。高度接觸雌激素可能是藥物、肥胖或肝病所致，而近親女性乳癌的高患病率亦可能使男性罹患乳癌。長期酗酒也將提高男性患有乳癌的風險。克氏綜合征患者患有乳癌的風險是最高的。有BRCA突變的男性亦更可能患上乳癌，當中有大概10%的男性乳癌病例是因BRCA2所致，也有少數是因為BRCA1。